# 红岛 (全罗南道)

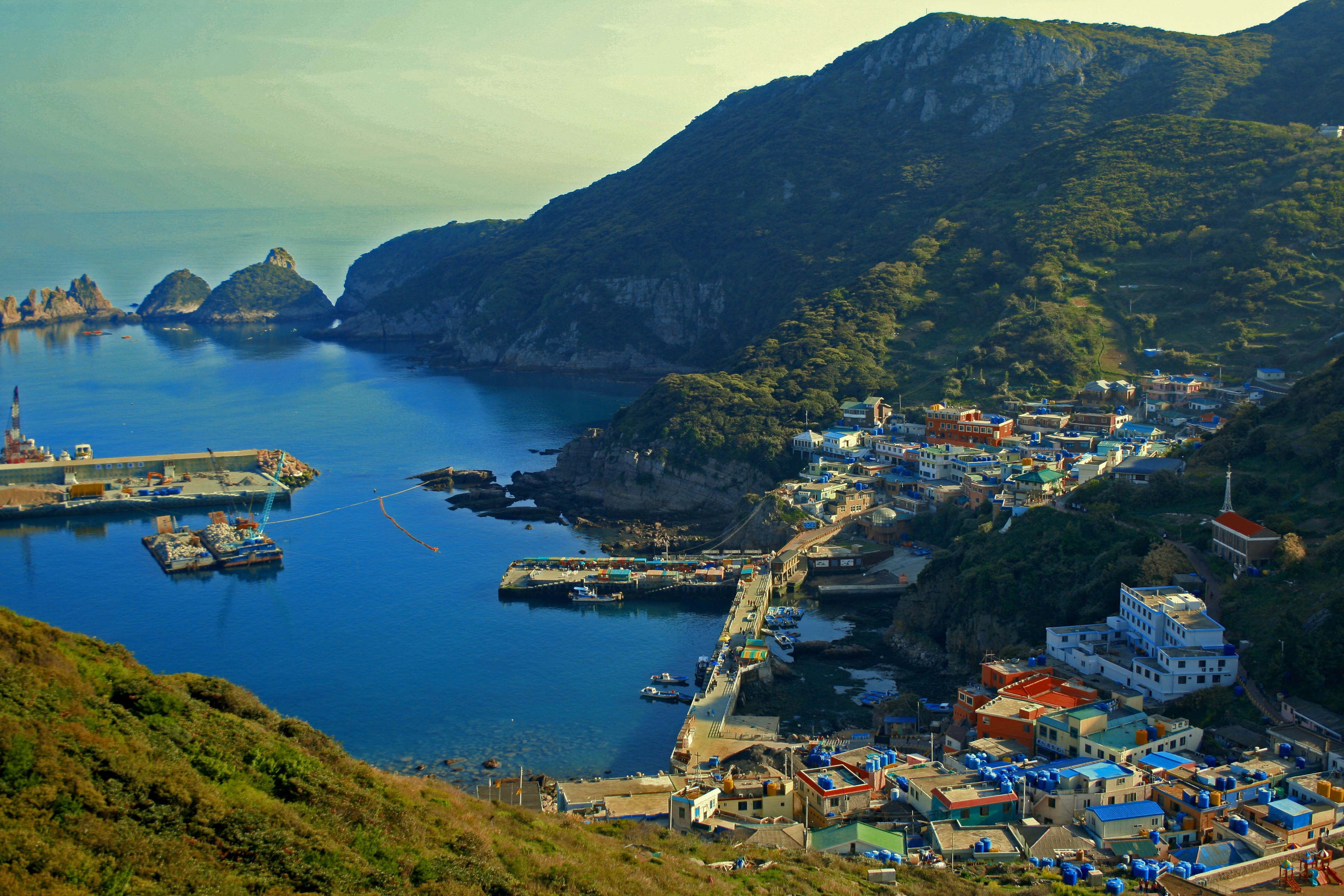
红岛海岸风光

红岛（：／ Hongdo */?），是大韩民国的岛屿，位于全罗南道海岸，由新安郡负责管辖，面积6.42km²，2015年人口466。